# Страна и мир (программа)
«Страна и мир» — информационная телепрограмма, выходившая на НТВ с 10 февраля 2003 по 30 декабря 2004 года. Программа заменила 10-часовой вечерний выпуск программы «Сегодня» с Кириллом Поздняковым. Изначально выходила с понедельника по четверг в 22:00, с сентября 2004 года — с понедельника по пятницу в 22:00. Автором и руководителем проекта был Леонид Парфёнов. Долгое время программа выходила только для европейской части России (в остальных регионах выпуск выходил под обычным названием «Сегодня» с одним ведущим), и лишь ближе к концу своего существования (осенью 2004 года) «Страна и мир» стала выходить на «орбиты».
С 11 января 2005 года была преобразована в программу «Сегодня в 22:00».

## История
Программа «Страна и мир» впервые вышла в эфир 10 февраля 2003 года, заменив собой вечерний выпуск «Сегодня» в 22:00 с Кириллом Поздняковым. Подготовительные работы по запуску формата и первые экспериментальные эфиры и тракты шли ещё с 2002 года: летом того года ведущие передачи находились на стажировке на CBS в США, где смотрели парные выпуски вечерних новостей и нью-йоркские городские новости. По её окончании пары отобранных ведущих начали проводить экспериментальные эфиры в новостном павильоне, откуда в те годы выходили утренние и вечерние выпуски программы «Сегодня».
Передача выходила в эфир из 11-й студии Останкино, редакционное помещение её при этом располагалось на 8-м этаже телецентра. Центральным отличием программы «Страна и мир» от похожих было её парное ведение: одну неделю программу представляли Алексей Пивоваров и Асет Вацуева, другую неделю — Юлия Бордовских и Антон Хреков. Идея обеих пар ведущих принадлежит автору и руководителю передачи Леониду Парфёнову. Помимо общественно-политической информации, в «Стране и мире» были новости спорта с Кириллом Кикнадзе, Михаилом Решетовым и Елизаветой Кожевниковой и прогноз погоды с Галиной Максимовой, Ириной Поляковой и Александром Беляевым. Тогда же за последним по инициативе Парфёнова закрепилось обращение «Профессор», несмотря на то, что ведущий никогда не занимался преподавательской деятельностью и не имел учёного звания. При большом количестве новостей или в случае крупномасштабных чрезвычайных происшествий в стране или мире спортивного обзора и прогноза погоды в передаче не было.
Новости в программе подавались в «облегчённом» информационно-развлекательном жанре (инфотейнмент), по образцу существовавшей тогда же программы НТВ «Намедни». Ведущие в студии зачитывали короткую подводку по факту случившегося, после чего предлагали зрителям посмотреть сюжет, где затронутая тема будет освещена под другим, часто — необычным углом зрения. В студии часто появлялись гости — политики, общественные деятели (в том числе и зарубежные), специалисты и эксперты по тем или иным вопросам, корреспонденты НТВ, ведущие других программ канала. При появлении штатных корреспондентов телекомпании в кадре их имена и фамилии в плашке сопровождались подписью «НТВ».
В случае форс-мажорных обстоятельств (болезнь, командировка) программу несколько раз представляли перемешанные пары ведущих: Пивоваров — Бордовских, а также Хреков — Вацуева. В свободное от ведения «Страны и мира» время ведущие-мужчины периодически продолжали работать корреспондентами других информационных программ НТВ. С марта 2003 по ноябрь 2004 года при наличии в сетке вещания матчей футбольной Лиги Чемпионов, проходивших на российских стадионах, передача выходила в эфир сразу после трансляции игры (преимущественно в 22:30).
В марте 2003 года, в первые дни войны в Ираке, часто выходили специальные выпуски программы. В частности, один из таких спецвыпусков вышел в эфир 18 марта 2003 года в 23:25 после прямого эфира с матча Лиги Чемпионов по футболу (хотя изначально, согласно печатным изданиям, она не должна была выходить в этот день вообще). В мае 2003 года на неделе празднования 300-летия со дня основания Санкт-Петербурга Алексей Пивоваров вёл передачу из выездной питерской студии, а Асет Вацуева — из основной московской. В США с 2003 по 2004 год отдельные выпуски программы «Страна и мир» ретранслировались на кабельном канале «C-SPAN» с одноголосым закадровым переводом на английский язык под заставкой «NTV: RUSSIAN INDEPENDENT NEWS». Летом 2003 года появились первые сведения о том, что с нового сезона программа может быть закрыта и заменена на обычные выпуски «Сегодня» с недавно вернувшимся на НТВ после закрытия канала ТВС Михаилом Осокиным, но этого не произошло, и программа продолжила своё существование в прежнем формате.

## Критика
В течение сезона 2003—2004 годов ключевые дирекции НТВ (программ и по маркетингу) в официальных пресс-релизах двояко отзывались о качестве «Страны и мира». С одной стороны, среди достоинств были отмечены высокий темп и динамичность передачи, позитивная эмоциональная тональность ведущих, более современный в сравнении с обычными выпусками новостей стиль, а также направленность на более молодую зрительскую аудиторию. Но, с другой стороны, чувствовалось явное неудовольствие форматом передачи. Руководство не радовали её рейтинговая динамика, отсутствие кредита доверия к ведущим, «периодическая подмена формата» и «наличие несоответствий с задачами, поставленными при запуске программы». Дирекция главного продюсера и вовсе сочла формат провальным, считая, что «федеральный эфир — это серьёзное СМИ, а не площадка для самовыражения». Основной целевой аудиторией программы считались зрители столичного мегаполиса, в других российских регионах воспринимали и смотрели её менее активно, что отражалось на рейтинговых показателях. Зрителями критиковались сама идея парного ведения программы и оптимистичный, позитивный настрой ведущих, не характерный для серьёзного выпуска новостей. С тех же позиций выступал телекритик Алексей Вишневецкий:

Подход к подаче материала сильно напоминает программу «Сегоднячко» в её давние, лучшие годы. То есть берётся новость, о которой говорилось повсюду, коротенько о ней сообщается, а потом подвёрстывается достаточно неожиданный сюжет, раскрывающий тему совсем с другой стороны. Правда, непонятно тогда, зачем надо было закрывать «Сегоднячко»? Чтобы через два с половиной года вернуться к тому же самому? Ну, да, да, на несколько ином, более официозном и менее игривом уровне, но всё равно к тому же самому.

Летом 2004 года, после назначения Владимира Кулистикова генеральным директором НТВ, программа находилась под угрозой закрытия вместе с остальными проектами общественно-политического блока. Предполагалось, что осенью «Страна и мир» не выйдет из своего летнего отпуска и будет закрыта, но информация снова не подтвердилась. В сентябре 2004 года программу три недели подряд вела одна и та же пара (Асет Вацуева и Алексей Пивоваров), в период с 20 по 24 сентября в паре с Антоном Хрековым вела Асет Вацуева, а с октября вместо Юлии Бордовских ведущей в паре с Антоном Хрековым стала Юлия Панкратова, ранее работавшая корреспондентом в программе Леонида Парфёнова «Намедни».

## Закрытие
В декабре 2004 года передача временно лишилась одного из своих ведущих — Алексея Пивоварова, который позволил себе в её эфире саркастические комментарии в адрес руководства канала по поводу назначения Леонида Парфёнова главным редактором «Русского Newsweek». После возвращения Пивоварова выпуск получил прежнее название — «Сегодня в 22:00», которое просуществовало до сентября 2005 года.
Причина отказа телеканала от названия «Страна и мир» неизвестна. Среди причин переименования называют низкие рейтинги программы, уход Парфёнова с НТВ, желание сохранить название «Сегодня в 22:00» ещё при создании «Страны и мира». По словам Татьяны Митковой, «развлекательный формат программы себя не оправдал, передача должна стать более информационной». Владимир Кулистиков же заявил, что телезрителям так и не удалось привыкнуть к названию «Страна и мир».
Юлия Бордовских впоследствии вспоминала:

В начале 2000-х мы вместе с Леонидом Парфёновым, Алексеем Пивоваровым, Антоном Хрековым и Асет Вацуевой делали передачу «Страна и мир». Мы рассказывали о событиях только то, что нам казалось честным и правильным. Старались интереснее доносить информацию, сами ездили на съёмки, писали подводки к сюжетам. Это были два интереснейших года, исследования человеческих судеб, того, что происходит вокруг.

## Последующие передачи
С сентября 2005 года под формат «Страны и мира» был адаптирован выпуск «Сегодня» в 19:00. Его стали вести те же ведущие, которые работали в программе «Сегодня в 22:00» при приобретении ей формата «Страны и мира» (А. Пивоваров, А. Вацуева, Ю. Панкратова, А. Хреков). В дальнейшем состав ведущих будет неоднократно меняться, и из перечисленных журналистов к концу 2000-х годов останется только Алексей Пивоваров.
В 2007 году музыкальное оформление передачи «Страна и мир» использовалось в программе «Сегодня в 22:45».